# Rene Laurent Vuillermoz
Rene Laurent Vuillermoz (ur. 26 października 1977 w Aoście) – włoski biathlonista.

## Kariera
W Pucharze Świata zadebiutował 9 stycznia 2002 roku w Oberhofie, zajmując 84. miejsce w sprincie. Pierwsze punkty wywalczył 14 grudnia 2002 roku w Östersund, gdzie zajął 11. miejsce w tej samej konkurencji. Pierwszy raz na podium zawodów pucharowych stanął 15 stycznia 2005 roku w Ruhpolding, gdzie sprint ukończył na trzeciej pozycji. W zawodach tych wyprzedzili go tylko Ole Einar Bjørndalen z Norwegii i Francuz Raphaël Poirée. W kolejnych startach jeszcze jeden raz stanął na podium: 6 stycznia 2007 roku w Oberhofie ponownie był trzeci w sprincie. Najlepsze wyniki osiągnął w sezonie 2005/2006, kiedy zajął 27. miejsce w klasyfikacji generalnej.
W 2002 roku wystartował na igrzyskach olimpijskich w Salt Lake City, zajmując 72. miejsce w biegu indywidualnym. Na rozgrywanych cztery lata później igrzyskach w Turynie był między innymi trzynasty w biegu pościgowym oraz ósmy w sztafecie. Brał również udział w igrzyskach olimpijskich w Vancouver w 2010 roku, gdzie bieg indywidualny ukończył na 54. pozycji.
Wielokrotnie startował na mistrzostwach świata, najlepsze wyniki osiągając podczas mistrzostw świata w Anterselvie w 2007 roku, gdzie zajął między innymi czwarte miejsce w sztafecie, szóste w sztafecie mieszanej oraz dziewiąte w sprincie.
W 2012 roku zakończył karierę. Jego żoną jest francuska biathlonistka Sylvie Becaert, z którą ma córkę Emilie (ur. 2010).

## Osiągnięcia

### Igrzyska olimpijskie
| Rok  | Miejscowość    | Konkurencje | Konkurencje | Konkurencje | Konkurencje | Konkurencje | Konkurencje | Konkurencje |
| Rok  | Miejscowość    | IN          | SP          | PU          | MS          | RL          | MR          | SR          |
| ---- | -------------- | ----------- | ----------- | ----------- | ----------- | ----------- | ----------- | ----------- |
| 2002 | Salt Lake City | 72.         | –           | –           | nd.         | –           | nd.         | –           |
| 2006 | Turyn          | 25.         | 39.         | 13.         | 25.         | 8.          | nd.         | –           |
| 2010 | Vancouver      | 54.         | –           | –           | –           | –           | nd.         | –           |

### Mistrzostwa świata
| Rok  | Miejscowość     | Konkurencje | Konkurencje | Konkurencje | Konkurencje | Konkurencje | Konkurencje | Konkurencje |
| Rok  | Miejscowość     | IN          | SP          | PU          | MS          | RL          | MR          | SR          |
| ---- | --------------- | ----------- | ----------- | ----------- | ----------- | ----------- | ----------- | ----------- |
| 2003 | Chanty-Mansyjsk | 85.         | 57.         | 47.         | –           | 18.         | nd.         | –           |
| 2004 | Oberhof         | 64.         | 52.         | 48.         | –           | 15.         | nd.         | –           |
| 2005 | Hochfilzen      | –           | 31.         | 51.         | –           | 9.          | nd.         | –           |
| 2005 | Chanty-Mansyjsk | nd.         | nd.         | nd.         | nd.         | nd.         | 19.         | –           |
| 2006 | Pokljuka        | nd.         | nd.         | nd.         | nd.         | nd.         | 12.         | –           |
| 2007 | Anterselva      | 17.         | 9.          | 28.         | 30.         | 4.          | 6.          | –           |
| 2008 | Östersund       | 37.         | 40.         | 38.         | –           | 11.         | 5.          | –           |
| 2009 | Pjongczang      | –           | 39.         | 43.         | –           | 7.          | –           | –           |
| 2011 | Chanty-Mansyjsk | –           | 53.         | 50.         | –           | 5.          | –           | –           |
| 2012 | Ruhpolding      | 72.         | –           | –           | –           | –           | –           | –           |

### Puchar Świata

#### Miejsca w klasyfikacji generalnej
| Sezon     | Miejsce |
| --------- | ------- |
| 2001/2002 | -       |
| 2002/2003 | 53.     |
| 2003/2004 | 80.     |
| 2004/2005 | 41.     |
| 2005/2006 | 27.     |
| 2006/2007 | 28.     |
| 2007/2008 | 70.     |
| 2008/2009 | 63.     |
| 2009/2010 | 88.     |
| 2010/2011 | 76.     |
| 2011/2012 | 69.     |

#### Miejsca na podium chronologicznie
| Lp. | Dzień       | Rok  | Miejscowość | Konkurencja     | Lokata | Pudła | Czas biegu | Strata | Zwycięzca            |
| --- | ----------- | ---- | ----------- | --------------- | ------ | ----- | ---------- | ------ | -------------------- |
| 1.  | 15 stycznia | 2005 | Ruhpolding  | Sprint na 10 km | 3.     | 0+0   | 23:46,9    | +25,9  | Ole Einar Bjørndalen |
| 2.  | 6 stycznia  | 2007 | Oberhof     | Sprint na 10 km | 3.     | 1+1   | 28:38,4    | +3,6   | Nikołaj Krugłow      |